# Onze-Lieve-Vrouw van Suyapa
Nuestra Señora de Suyapa, ofwel Onze-Lieve-Vrouw van Suyapa, is de beschermheilige van Honduras. Haar nationale feestdag in Honduras is 3 februari, overeenkomstig een decreet van Paus Pius XI uit 1925. Pas in 1952 werd zij officieel tot beschermheilige uitgeroepen, door Paus Pius XII. Suyapa is in Honduras een zeer populaire meisjesnaam.

## De legende van Suyapa
Er bestaan verschillende legenden rond Onze-Lieve-Vrouw van Suyapa. Het vaakst vertelde verhaal is dat van een klein houten Maria-beeldje dat op wonderlijke wijze niet wilde weggaan van een boerenjongen. In januari 1747 waren Alejandro Colindres en Lorenzo Martinez op weg van de boerderij waarop zij de hele week gewerkt hadden naar hun dorp Suyapa. Ze brachten de nacht onderweg door in de open lucht. Alejandro voelde dat hij op een hard voorwerp lag en wierp het ver van zich af. Toen hij weer ging liggen voelde hij hetzelfde voorwerp echter direct weer. Hij gooide het nu niet weg maar stak het in zijn knapzak. De volgende ochtend zag hij dat het een Maria-beeldje was dat ongeveer 6,5 centimeter mat, gesneden uit cederhout. Alejandro en Lorenzo namen het beeldje mee naar huis, waar het gedurende twintig jaar op een klein huisaltaartje van de familie Colindres vereerd werd. In het dorp Suyapa verrichtte het beeldje wonderen, zoals het genezen van zieken.
Niet ver van het dorp woonde de rijke José de Zelaya y Midence, die sinds zijn jeugd leed aan nierstenen. In 1768 hoorde Zelaya over het beeldje Suyapa dat zieken kon genezen. Het beeldje werd naar zijn huis gebracht waar hij beloofde een prachtige kapel te bouwen als zij zijn gebeden zou verhoren en hem van de nierstenen zou verlossen. Drie dagen later verlieten drie enorme nierstenen zijn lichaam. Pas veel later kon Zelaya zijn belofte nakomen, doordat hij niet eerder dan in november 1777 toestemming kreeg van het bisdom Comayagua om op zijn land een kapel aan Suyapa te wijden. In 1780 werd de bouw aan de kapel voltooid en kreeg het beeldje daar gedurende lange tijd een standplaats.

## De Basílica de Suyapa
In 1954 werd in Tegucigalpa begonnen met de bouw van een enorme basiliek in koloniale stijl (de Basílica de Suyapa, ofwel Basiliek van Suyapa), die de grootste kathedraal in Centraal-Amerika moest worden. Het beeldje werd daar geplaatst, maar momenteel staat het meestal in een kleine kerk achter de basiliek. Het wordt naar de basiliek gebracht als op 3 februari duizenden pelgrims uit het land Suyapa komen vereren. De basiliek, die in een van de armste en verpauperde wijken van de stad staat, moest zo groot worden dat de bouw nog steeds niet is afgerond. In 1983 werd Honduras bezocht door Paus Johannes Paulus II. De bouw van de basiliek werd toen weer voortvarend ter hand genomen, zodat er tamelijk comfortabel een mis in kon worden geleid. Het gemis aan vensters werd niet als een groot probleem ervaren.

## Diefstal van Suyapa
Twee keer werd het beeldje gestolen.
In 1936 nam een vrouw genaamd Dolores, die beter bekendstond onder de naam Lola la Loca (gekke Lola), het beeldje op een onbewaakt ogenblik weg. Het werd echter korte tijd later bij haar ontdekt en teruggezet op zijn plaats. Lola la Loca werd in de gevangenis gezet, waar ze twee jaar later overleed.
Op 2 september 1986 werd het beeldje wederom ontvreemd, en op dezelfde dag in kranten gewikkeld teruggevonden op de toiletten van het populaire restaurant Don Pepe.